# 4307 Cherepashchuk
A 4307 Cherepashchuk (ideiglenes jelöléssel 1976 UK2) a Naprendszer kisbolygóövében található aszteroida. Tamara Mihajlovna Szmirnova fedezte fel 1976. október 26-án.